# نورت بلپورت (نیویورک)
نورت بلپورت (به انگلیسی: North Bellport) یک منطقهٔ مسکونی در ایالات متحده آمریکا است که در شهرستان سافک، نیویورک واقع شده‌است. نورت بلپورت ۱۲٫۸ کیلومتر مربع مساحت و ۱۱٬۵۴۵ نفر جمعیت دارد و ۱۴ متر بالاتر از سطح دریا واقع شده‌است.